# Unterseeboot 664
L'Unterseeboot 664 ou U-664 est un sous-marin allemand (U-Boot) de type VIIC utilisé par la Kriegsmarine pendant la Seconde Guerre mondiale.
Le sous-marin fut commandé le 15 août 1940 à Hambourg (Howaldtswerke Hamburg AG), sa quille fut posée le 11 juillet 1941, il fut lancé le 28 avril 1942 et mis en service le 17 juin 1942, sous le commandement de l'Oberleutnant zur See Adolf Graef.
Il fut coulé en août 1943 dans l'Atlantique Nord par l'aviation américaine.

## Conception
Unterseeboot type VII, l'U-664 avait un déplacement de 769 tonnes en surface et 871 tonnes en plongée. Il avait une longueur totale de 67,10 m, un maître-bau de 6,20 m, une hauteur de 9,60 m et un tirant d'eau de 4,74 m. Le sous-marin était propulsé par deux hélices de 1,23 m, deux moteurs diesel Germaniawerft M6V 40/46 de 6 cylindres en ligne de 1400 cv à 470 tr/min, produisant un total de 2 060 à 2 350 kW en surface et de deux moteurs électriques Siemens-Schuckert GU 343/38-8 de 375 cv à 295 tr/min, produisant un total 550 kW, en plongée. Le sous-marin avait une vitesse en surface de 17,7 nœuds (32,8 km/h) et une vitesse de 7,6 nœuds (14,1 km/h) en plongée. Immergé, il avait un rayon d'action de 80 milles marins (150 km) à 4 nœuds (7,4 km/h; 4,6 milles par heure) et pouvait atteindre une profondeur de 230 m. En surface son rayon d'action était de 8 500 milles nautiques (soit 15 700 km) à 10 nœuds (19 km/h).
L'U-664 était équipé de cinq tubes lance-torpilles de 53,3 cm (quatre montés à l'avant et un à l'arrière) qui contenait quatorze torpilles. Il était équipé d'un canon de 8,8 cm SK C/35 (220 coups) et d'un canon antiaérien de 20 mm Flak. Il pouvait transporter 26 mines TMA ou 39 mines TMB. Son équipage comprenait 4 officiers et 40 à 56 sous-mariniers.

## Historique
Il reçut sa formation de base au sein de la 8. Unterseebootsflottille jusqu'au 31 octobre 1942, puis intégra sa formation de combat dans la 9. Unterseebootsflottille.
Il quitte Kiel en Allemagne pour sa première patrouille sous les ordres de l'Oberleutnant zur See Adolf Graef le 20 octobre 1942. Lors de cette patrouille, le 1er novembre 1942, l'U-664 est aperçu par un Catalina du VP-84 de l'USN qui l'attaque au nord des îles britanniques. Il est endommagé et se dirige vers sa nouvelle base, Brest.
L'U-664 rejoint le groupe Raufbold formé à partir du 15 décembre 1942 à l'ouest de l'Irlande. Ce jour même le convoi ON 153 est signalé par l'U-609, convoi qui passe au centre de la ligne de patrouille du groupe. Quelques attaques sont lancées entre le 15 et le 16 décembre 1942. Le 16 décembre, l'U-664 envoie par le fond un bâtiment belge au nord des Açores. Après quatre jours de mauvais temps, la poursuite du convoi ON 153 se termine le 21 décembre 1942 avec deux bâtiments et un destroyers coulés et un autre navire endommagé. L'U-664 est ravitaillé par l'U-463 début janvier 1943 sur le chemin du retour vers la France.
Le 21 février 1943, l'U-664 signale le convoi ONS 167 à l'ouest-sud-ouest de l'Irlande. Il forme avec cinq autres U-Boote le groupe Sturmbock pour opérer contre ce convoi. Dans la soirée du 21 février, l'U-664 envoie par le fond deux bâtiments (un américain et un panaméen). Le lendemain, l'U-664 approche de nouveau le convoi avec l'U-758, mais les deux U-Boote sont refoulés. Les autres U-Boote du groupe sont partis trop loin pour attaquer le convoi. Le convoi n'est pas redécouvert et l'opération se termine le 25 février 1943 à cause d'une mauvaise visibilité. Le groupe ensuite en contact avec les convois ONS 169 et ON 170, mais l'U-664 ne rencontre aucun succès. Après ces recherches, l'U-664 est ravitaillé par l'U-463, dans le centre Atlantique pour son retour vers Lorient.
Il quitte Lorient le 29 avril 1943 pour sa troisième patrouille au sud-est du Groenland dans une zone au large du Cap Farvel. L'U-664 et le groupe Donau font route ensuite vers le Sud pour intercepter le convoi Halifax 239 (HX 239). Le convoi est signalé par l'U-413 et l'U-664, le 23 mai 1943, mais aucune attaque n'est lancée contre lui. Le lendemain Karl Dönitz suspend toutes opérations contre les convois dans l'Atlantique Nord jusqu'à ce que le BdU évalue la situation. Les groupes Donau et Mosel qui sont arrivés à la limite de leur carburant reçoivent l'ordre d'émettre de faux messages pour tromper les alliés. Ils couvrent un vaste domaine, l'envoi de nombreux signaux radio donnent l'impression de la présence d'un grand nombre de U-Boote sur les routes des convois.
Le 8 août 1943, l'U-262 et l'U-664 sont repérés en surface, à l'ouest des Açores, par des appareils du VC-1 embarqués sur le porte-avions d'escorte USS Card (CVE-11), un Avenger (piloté par le lieutenant A.H. Sallenger) et un Wildcat (piloté par John F. Sprague). Sallenger mitraille l'U-Boot le plus proche et il décide de le suivre, mais il est fortement endommagé par la flak et son radio est tué. Sallenger réussit à laisser tomber ses charges de profondeur à proximité de l'U-Boot avant d'effectuer un amerrissage forcé. Le pilote et son mitrailleur monte à bord de leur canot de sauvetage, ils seront recueillis plus tard par le destroyer USS Barry (DD-248) (en). Pendant ce temps, le Wildcat tente un autre mitraillage, mais se fait abattre par l'U-262, tuant son pilote. 
Le même jour, au crépuscule, l'U-664 lance trois torpilles sur ce qu'il croit être un pétrolier. En fait ce n'est pas un pétrolier mais l'USS Card. Les trois torpilles se perdent et le sous-marin décide de s'échapper, craignant pour sa sécurité.
Le lendemain, le 9 août 1943 à 12 h 16, l'U-664 est repéré en surface en train de recharger ses batteries par un Avenger (piloté par le lieutnant G.G. Hogan) et un Wildcat (piloté par le lieutenant N.D. Hodson), à 65 nautiques du Card. Hogan lâche instantanément une bombe de 500 livres près de la proue de l'U-664, des fragments touchent un homme sur le pont de l'U-Boot. Le Wildcat attaque à son tour et mitraille le sous-marin qui essaye de plonger. L'Avenger lance à nouveau deux charges de profondeur qui explosent sous l'U-Boot, le ramenant en surface. Le Wildcat mitraille alors toute la longueur de l'U-Boot et quelques hommes commencent à abandonner le sous-marin. L'U-Boot essaye de nouveau de plonger, mais à cause de nombreuses avaries, l'U-664 est contraint de refaire surface. En dépit des survivants se trouvant à la mer, de nouveaux appareils provenant du Card lancent des bombes et mitraillent la zone. Le commandant de l'U-664 donne l'ordre d'évacuer le bord et lorsque le dernier des hommes d'équipage quitte le navire, l'U-Boot coule verticalement à la position 40° 12′ N, 37° 29′ O, à l'ouest des Açores. Un appareil de l'USS Card lance des gilets de sauvetage et des canots de sauvetage aux hommes qui se trouvent à la mer. Le destroyer USS Borie (DD-215) arrive sur zone sept heures après pour recueillir les survivants. Au même moment, l'U-262 arrive sur les lieux et tire cinq torpilles qui le manquent. Les opérations de secours sont interrompues et le Borie transfère les survivants de l'U-Boot sur l'USS Card.
7 des 51 membres d'équipage décédèrent dans cette attaque.

## Affectations
- 8. Unterseebootsflottille du 17 juin 1942 au 31 octobre 1942 (Période de formation).
- 9. Unterseebootsflottille du 1er novembre 1942 au 9 août 1943 (Unité combattante).

## Commandement
- Oberleutnant zur See Adolf Graef du 17 juin 1942 au 9 août 1943.

## Patrouilles
|       | Commandant        | Départ          | Départ     | Arrivée          | Arrivée    | Jours     | Succès   |
| ----- | ----------------- | --------------- | ---------- | ---------------- | ---------- | --------- | -------- |
| 1     | Oblt. Adolf Graef | 20 octobre 1942 | Kiel       | 10 novembre 1942 | Brest      | 22 jours  |          |
| 2     | Oblt. Adolf Graef | 5 décembre 1942 | Brest      | 13 janvier 1943  | La Pallice | 40 jours  | 5 859    |
| 3     | Oblt. Adolf Graef | 14 février 1943 | La Pallice | 28 mars 1943     | Lorient    | 43 jours  | 13 466   |
| 4     | Oblt. Adolf Graef | 29 avril 1943   | Lorient    | 9 juin 1943      | Brest      | 42 jours  |          |
| 5     | Oblt. Adolf Graef | 21 juillet 1943 | Brest      | 9 août 1943      | Coulé      | 20 jours  |          |
| Total | Total             | Total           | Total      | Total            | Total      | 167 jours | 19 325 t |

Notes : Oblt. = Oberleutnant zur See

### Opérations Wolfpack
L'U-664 opéra avec les Wolfpacks (meute de loups) durant sa carrière opérationnelle.
- Raufbold (11-22 décembre 1942)
- Spitz (22-31 décembre 1942)
- Sturmbock (21-26 février 1943)
- Wildfang (26 février – 5 mars 1943)
- Raubgraf (7-20 mars 1943)
- Sans nom (5-10 mai 1943)
- Lech (10-15 mai 1943)
- Donau 2 (15-26 mai 1943)

## Navires coulés
L'U-664 coula 3 navires marchands totalisant 19 325 tonneaux au cours des 5 patrouilles (167 jours en mer) qu'il effectua.
| Date             | Nom            | Nationalité | Tonnage | Convoi  | Fait  | Localisation         |
| ---------------- | -------------- | ----------- | ------- | ------- | ----- | -------------------- |
| 16 décembre 1942 | Emile Francqui | Belgique    | 8 859   | ON-153  | Coulé | 50° 58′ N, 24° 42′ O |
| 21 février 1943  | H. H. Rogers   | Panama      | 8 807   | ONS-167 | Coulé | 50° 30′ N, 24° 38′ O |
| 21 février 1943  | Rosario        | USA         | 4 659   | ONS-167 | Coulé | 50° 30′ N, 24° 38′ O |